# Лисовский, Владимир Григорьевич
Владимир Григорьевич Лисовский (род. 29 декабря 1933, Ленинград, СССР) — советский и российский искусствовед и инженер. Кандидат технических наук (1965) доктор искусствоведения (1987), профессор (1989).

## Биография
Родился 29 декабря 1933 года в Ленинграде. Отец, Григорий Семёнович Лисовский (1904—1991) — инженер-электрик; мать, Елена Александровна Барановская (1904—2004) — педагог, преподаватель английского языка. Его прадед (Николай Никитич Никонов) и дед (Александр Фёдорович Барановский) были архитекторами; эту же профессию имел его дядя, Лев Александрович Барановский.
В августе 1942 года был эвакуирован в Казахстан. В Ленинград вернулся в августе 1944 года. В 1945—1951 годах жил с матерью в Москве, где окончил среднюю школу.
В 1951 году поступил в Ленинградский кораблестроительный институт, после окончания которого, в течение десяти лет, работал инженером в ЦНИИ им. акад. А. Н. Крылова. В 1965 году защитил диссертацию на соискание учёной степени кандидата технических наук.
В 1966 году окончил отделение заочного обучения факультета теории и истории искусств Института живописи, скульптуры и архитектуры им. И. Е. Репина. Дипломная работа «Некоторые архитектурно-художественные аспекты проблемы "нового стиля" в архитектуре России начала XX века» (Рук.  А. Л. Пунин).
В 1967—1982 годах работал в Научно-исследовательском музее Академии художеств СССР: сначала в должности старшего научного сотрудника, затем — заведующего отделом архитектуры. В 1982—1989 годах преподавал в Ленинградском педагогическом институте (ныне университет) им. А. И. Герцена (РГПУ). В 1987 году защитил диссертацию на соискание учёной степени доктора искусствоведения «Академия художеств и её архитектурная школа в процессе развития русской архитектуры XIX — начала XX века». В 1989 году присвоено ученое звание профессора. В 1989 году по конкурсу занял должность профессора в Институте имени И. Е. Репина, где читает курсы истории архитектуры античности, Возрождения, зарубежной архитектуры XVII—XIX веков. В 2000—2017 годах по совместительству работал (в должности главного научного сотрудника) в Научно-исследовательском институте теории и истории архитектуры и градостроительства (Москва).   
С 1967 года является членом ВООПИК; с 1990 по 2007 год был председателем президиума Петербургского городского отделения этого общества. В лекториях ВООПИК, Общества «Знание», Русского музея, Эрмитажа, Музея истории Ленинграда, Московского политехнического музея выступал с лекциями по истории русской и зарубежной архитектуры. С 1975 года — член Союза архитекторов России. 
В 2012 году В. Г. Лисовский был избран почётным членом Российской академии архитектуры и строительных наук (РААСН). Входит в состав объединенного диссертационного совета при Институте им. И. Е. Репина и РГПУ, а также диссертационного совета при Санкт-Петербургском государственном архитектурно-строительном университете (СПбГАСУ). Является членом совета по охране культурно-исторического наследия при губернаторе Санкт-Петербурга.
В 2003 году был удостоен Анциферовской премии за «Общий вклад в современное петербургское краеведение». В 2012 году награждён медалью РААСН за публикацию книг по истории архитектуры. Почётный член Российской академии архитектуры и строительных наук.
Является автором многочисленных публикаций по различным вопросам истории архитектуры. Среди публикаций последних лет монографии «Архитектура Петербурга. Три века истории» (2004), «Леонтий Бенуа и петербургская школа художников-архитекторов» (2006), «Архитектура эпохи Возрождения. Италия» (2007), «Иван Фомин и метаморфозы русской неоклассики» (2008), «Архитектура России. Поиски национального стиля» (2009, 2022), «Николай Васильев. От модерна к модернизму» (в соавторстве с Р. М. Гашо, 2011), «Стиль модерн в архитектуре» (2013, 2015), «Северный модерн» (2016), «Искусство строить» (2018).